# Liste von Bergwerken in der Wetterau
Diese unvollständige Liste von Bergwerken in der Wetterau umfasst Bergwerke, unterteilt nach jeweiligem Kreis sowie der dortigen Städte und Gemeinden.
Da die Wetterau vollständig in Hessen liegt, entfällt eine Untergliederung nach Bundesländern.
Die Wetterau ist nicht unbedingt für bergbauliche Aktivitäten bekannt. Allerdings wurde hier in größerem Ausmaß Braunkohle (bei Wölfersheim) gefördert.
In geringem Umfang wurden Eisen und teilweise auch andere Erze gewonnen. Der Bergbau in der Wetterau hatte allerdings nur regionale Bedeutung. 

## Erzbergwerke

### Wetteraukreis

#### Bad Homburg
| Name     | Ortsteil       | Bergrevier | Anmerkungen   | Lage | Beginn    | Ende | Bild |
| -------- | -------------- | ---------- | ------------- | ---- | --------- | ---- | ---- |
| Anna     | Ober-Erlenbach | Oberhessen | Eisen         |      | 1882 (um) |      |      |
| Anna I   | Ober-Erlenbach | Oberhessen | Eisen         |      | 1882 (um) |      |      |
| Bertha   | Ober-Erlenbach | Oberhessen | Eisen, Mangan |      | 1880 (um) |      |      |
| Hanna    | Ober-Eschbach  | Oberhessen | Eisen         |      | 1882 (um) |      |      |
| Hanna I  | Ober-Eschbach  | Oberhessen | Eisen         |      | 1882 (um) |      |      |
| Marx     | Ober-Erlenbach | Oberhessen | Eisen         |      | 1882 (um) |      |      |
| Veronica | Ober-Eschbach  | Oberhessen | Eisen         |      | 1882 (um) |      |      |

#### Bad Vilbel
| Name      | Ortsteil   | Bergrevier            | Anmerkungen | Lage | Beginn    | Ende | Bild |
| --------- | ---------- | --------------------- | ----------- | ---- | --------- | ---- | ---- |
| Glückauf  | Bad Vilbel | Oberhessen            | Eisen       |      | 1882 (um) |      |      |
| Stollberg | Bad Vilbel | Bergrevier Oberhessen | Eisen       |      | 1882 (um) |      |      |

#### Butzbach
| Name            | Ortsteil | Bergrevier | Anmerkungen | Lage | Beginn | Ende | Bild |
| --------------- | -------- | ---------- | --- | ---- | ------ | ---- | ---- |
| Am Wingertsberg | Griedel  | Oberhessen | Eisen, Mangan; am Wingertsberg; Tagebau; 1857 80 Bergleute; Betriebszeiten: 1853–1863, 1873–1875, 1902/1903, 1905/1907; Gesamtförderung: 55.000 t Erz |      | 1853   | 1907 |      |

#### Frankfurt am Main
| Name           | Ortsteil         | Bergrevier | Anmerkungen   | Lage | Beginn    | Ende | Bild |
| -------------- | ---------------- | ---------- | ------------- | ---- | --------- | ---- | ---- |
| Friedolin      | Nieder-Eschbach  | Oberhessen | Eisen         |      | 1882 (um) |      |      |
| Karl           | Nieder-Erlenbach | Oberhessen | Eisen, Mangan |      | 1886 (um) |      |      |
| Orion          | Holzhausen       | Oberhessen | Eisen         |      | 1886 (um) |      |      |
| Wilhelmsfreude | Holzhausen       | Oberhessen | Eisen, Mangan |      | 1880 (um) |      |      |

#### Karben
| Name        | Ortsteil    | Bergrevier | Anmerkungen   | Lage | Beginn    | Ende | Bild |
| ----------- | ----------- | ---------- | ------------- | ---- | --------- | ---- | ---- |
| Johanna     | Petterweil  | Oberhessen | Eisen         |      | 1882 (um) |      |      |
| Johanna I   | Petterweil  | Oberhessen | Eisen         |      | 1882 (um) |      |      |
| Kloppenheim | Kloppenheim | Oberhessen | Eisen, Mangan |      | 1879 (um) |      |      |
| Krach       | Kloppenheim | Oberhessen | Eisen, Mangan |      | 1878 (um) |      |      |

#### Rosbach
| Name    | Ortsteil             | Bergrevier | Anmerkungen | Lage | Beginn    | Ende | Bild |
| ------- | -------------------- | ---------- | --- | ---- | --------- | ---- | ---- |
| Grube   | Rosbach              | Oberhessen | Eisen, Mangan; Rosbacher Manganbergwerk hatte etwa 100 Schächte; Förderschacht mit 153 m Teufe; Förderung von 1862 bis 1891 (N-Lager der Grube): 220.901 t Eisenerz und 1.286 t Manganerz; 1899 Entdeckung des Südlagers; Förderung S-Lager: 500.000 t Erz | Lage | 1857      | 1925 |      |
| Hermann | Rodheim vor der Höhe | Oberhessen | Eisen, Mangan |      | 1880 (um) |      |      |

## Kohlebergwerke
Zwischen Friedberg und Hungen liegen mehrere geflutete Tagebauseen ehemaliger Braunkohle-Gruben. Z.B. Friedrich südlich von Hungen und der Wölfersheimer See bei Wölfersheim. Die Gesamtförderung betrug insgesamt ~70 Millionen Tonnen Braunkohle.
| Name             | Ortsteil            | Lage | Anmerkungen                    | Beginn     | Ende       | Bild |
| ---------------- | ------------------- | ---- | ------------------------------ | ---------- | ---------- | ---- |
| Dorn-Assenheim   | Dorn-Assenheim      | Lage | Braunkohle                     |            |            |      |
| Friedrich        | Trais-Horloff       | Lage | Braunkohle; geflutete Tagebaue | 1875       | 1950       |      |
| Heuchelheim      | Heuchelheim         |      | Braunkohle                     |            | 1955–12    |      |
| Ossenheim        | Friedberg-Ossenheim |      | Braunkohle; Tagebau            |            | 19. Jh.    |      |
| Weckesheim       | Weckesheim          | Lage | Braunkohle                     |            |            |      |
| Wilhelmshoffnung | Dorn-Assenheim      |      | Braunkohle                     | 1863 (vor) |            |      |
| Wölfersheim      | Wölfersheim         | Lage |                                | 1804       | 1991-09-30 |      |

Weitere Gruben südlich davon nachfolgend.

### Bad Homburg
| Name      | Ortsteil       | Bergrevier | Anmerkungen                                                                   | Lage | Beginn    | Ende | Bild |
| --------- | -------------- | ---------- | ----------------------------------------------------------------------------- | ---- | --------- | ---- | ---- |
| Adele     | Ober-Eschbach  | Oberhessen | Braunkohlenmutung                                                             |      | 1910 (um) |      |      |
| Anschluss | Ober-Erlenbach | Oberhessen | Braunkohlenbergwerk                                                           |      | 1910 (um) |      |      |
| Auguste   | Ober-Eschbach  | Oberhessen | Braunkohlemuthung; bei Ober- und Nieder-Eschbach                              |      | 1910 (um) |      |      |
| Erle      | Ober-Erlenbach | Oberhessen | Braunkohlengrube                                                              |      | 1878 (um) |      |      |
| Erlkönig  | Ober-Erlenbach | Oberhessen | Braunkohlenbergwerk                                                           |      | 1903 (um) |      |      |
| Ersatz    | Ober-Erlenbach | Oberhessen | Braunkohlenwerk; bei Ober- und Nieder-Eschbach und Ober- und Nieder-Erlenbach |      | 1908 (um) |      |      |
| Karl      | Ober-Erlenbach | Oberhessen | Braunkohlenmutung; bei Ober- und Nieder-Erlenbach und Petterweil              |      | 1908 (um) |      |      |

### Frankfurt am Main
| Name       | Ortsteil                                 | Bergrevier | Anmerkungen       | Lage | Beginn    | Ende | Bild |
| ---------- | ---------------------------------------- | ---------- | ----------------- | ---- | --------- | ---- | ---- |
| Ernstsegen | Frankfurt-Ginnheim                       | Oberhessen | [ 34 ]            |      |           |      |      |
| Eschbach   | Nieder-Erlenbach                         | Oberhessen | Braunkohlenwerk   |      | 1875 (um) |      |      |
| Jakob      | Frankfurt-Ginnheim                       | Oberhessen | [ 34 ]            |      |           |      |      |
| Johanna    | Nieder-Eschbach                          | Oberhessen | Braunkohlenmutung |      | 1910 (um) |      |      |
| Mainthal   | Frankfurt-Praunheim                      | Oberhessen | [ 34 ]            |      |           |      |      |
| Petermann  | Frankfurt-Praunheim / Frankfurt-Ginnheim | Oberhessen | [ 34 ]            |      |           |      |      |
| Praunheim  | Frankfurt-Praunheim                      | Oberhessen | [ 34 ]            |      |           |      |      |

### Rosbach
| Name    | Ortsteil             | Bergrevier | Anmerkungen | Lage | Beginn    | Ende | Bild |
| ------- | -------------------- | ---------- | ----------- | ---- | --------- | ---- | ---- |
| Hermann | Rodheim vor der Höhe | Oberhessen | [ 37 ]      |      | 1887 (um) |      |      |